# Uomo-Gorilla
L'Uomo-Gorilla (in inglese Gorilla-Man) è un personaggio dei fumetti pubblicati dalla Marvel Comics, è un brillante chirurgo coinvolto in una grottesca trasformazione che lo ha trasformato in uno strano criminale.

## Biografia

### Arthur Nagan

#### Origini bizzarre
Il Dr. Arthur Nagan era un chirurgo che intendeva trapiantare organi di primati nelle persone per aumentarne la longevità, trasferitosi in Africa il suo piano fu sventato da dei gorilla che in qualche modo trapiantarono la sua testa sul corpo di un loro simile.

#### Carriera criminale
Come membro degli Uomini-Testa ha combattuto il supergruppo dei Difensori in diverse occasioni finendo sempre in galera. Durante uno dei rari momenti di libertà si è scontrato con Luke Cage, temporaneamente privato dei suoi poteri. Per un breve periodo milita tra i ranghi della Legione Letale ma, in seguito, si riunisce agli Uomini-Testa nel tentativo di rapire e clonare She-Hulk, piano sventato dalla Gigantessa di Giada grazie all'aiuto dell'Uomo Ragno. Nuovamente arrestato, è imprigionato nella Volta, prigione per supercriminali dalla quale è liberato da Electro. Riunitosi ancora una volta agli Uomini-Testa, attacca l'Uomo Ragno per rubarne il corpo ma è sconfitto dall'Arrampicamuri in coppia con la Torcia Umana. Trovati dei nuovi alleati, l'organizzazione criminale A.I.M., tenta di controllare un'antica divinità spaziale per dominare il mondo ma ancora una volta i Difensori gli mettono i bastoni tra le ruote. Tornato tra i suoi vecchi compagni di gioco, gli Uomini-Testa, cerca ancora di rubare un corpo, quello dell'Eroi in vendita Humbug. Rinchiuso nel Progetto 42, la prigione nella Zona negativa, è coinvolto nella lotta tra Star-Lord e Blastaar, unitosi al potente tiranno alieno è ugualmente sconfitto. Durante Fear Itself, Nagan fugge di prigione grazie al Fenomeno ma è prontamente arrestato da Justice. La sua ultima impresa criminale lo vede prendere degli ostaggi ed essere clamorosamente sconfitto da Capitan Ultra.

## Poteri e abilità
Il corpo scimmiesco dona al Dr. Nagan forza, agilità e resistenza superiori ad una persona comune mentre il cervello umano mantiene intatta la sua formidabile intelligenza.